# Lijst van presidenten van Kenia
Dit is een lijst van president van Kenia tot heden.
Kenia werd in 1963 onafhankelijk van het Verenigd Koninkrijk met de Britse koningin Elizabeth II als staatshoofd. De laatste gouverneur-generaal was Malcolm MacDonald. In 1964 werd Kenia een republiek binnen het Gemenebest van Naties.

## Presidenten van Kenia (1964-heden)
| President | President                   | Ambtstermijn      | Ambtstermijn      |
| --------- | --------------------------- | ----------------- | ----------------- |
|           | Jomo Kenyatta (1893-1978)   | 12 december 1963  | 22 augustus 1978  |
|           | Daniel arap Moi (1924-2020) | 23 augustus 1978  | 30 december 2002  |
|           | Mwai Kibaki (1931-2022)     | 30 december 2002  | 9 april 2013      |
|           | Uhuru Kenyatta (1961)       | 9 april 2013      | 13 september 2022 |
|           | William Ruto (1966)         | 13 september 2022 | heden             |